# Alf Padgham

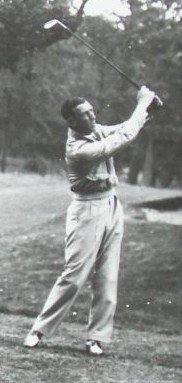
Winnaar Dutch Open 1938

Alfred Harry Padgham (Caterham, Surrey, 2 juli 1906 - West Wickham, 4 maart 1966) was een golfprofessional uit Engeland.
Alf Padgham speelde in 1933 en 1934 in het Brits Open, waar hij resp. op de 3de en 2de plaats eindigde, voordat hij het in 1936 op de Royal Liverpool Golf Club won. Hij bleef de Schot Jimmy Adams één slag en de beroemde Henry Cotton twee slagen voor. Twee jaren later, in 1938, won hij het Dutch Open op de Haagsche Golf.
Padgham speelde drie keer in de Ryder Cup en verloor al zijn single partijen. In 1935 verloor hij de foursomes spelend met Alf Perry, in 1935 verloor hij de foursomes spelend met Percy Alliss. In 1937 won hij de foursomes met Henry Cotton, maar de Cup bleef bij de Amerikanen.

## Gewonnen
- 1931: News of the World Match Play
- 1932: Irish Open
- 1934: German Open, Dunlop Masters, Yorkshire Evening News Championship
- 1935: News of the World Match Play, Dunlop Masters
- 1936: The Open Championship,  Daily Mail Tournament, Silver King Championship, Western Province Championship (South Africa)
- 1938: Dutch Open
- 1939: Silver King Championship, News Chronicle Tournament
- 1946: Daily Mail Tournament
- 1947: Silver King Championship

## Teams
- Ryder Cup: 1933, 1935, 1937